# پل لاسن
پل لاسن (انگلیسی: Paul Lasne؛ زادهٔ ۱۶ ژانویهٔ ۱۹۸۹) بازیکن فوتبال اهل فرانسه است.
از باشگاه‌هایی که در آن بازی کرده‌است می‌توان به باشگاه فوتبال بوردو، باشگاه ورزشی مون‌پلیه، و باشگاه فوتبال آژاکسیو اشاره کرد.